# Mindhunter – Mit rejt a gyilkos agya
A Mindhunter – Mit rejt a gyilkos agya (eredeti cím: Mindhunter) amerikai lélektani bűnügyi-thriller televíziós sorozat, amelyet Joe Penhall készített az 1995-ös Mindhunter: Inside the FBI's Elite Serial Crime Unit című, igaz történetet feldolgozó könyv alapján. A sorozat vezető producerei között szerepel Penhall, Charlize Theron és David Fincher, utóbbi a sorozat leggyakoribb rendezője, aki a forgatókönyvírás és a gyártási folyamatok nagy részét is felügyeli. A főszerepekben Jonathan Groff, Holt McCallany és Anna Torv láthatóak.
A tíz epizódból álló első évad 2017. október 13-án debütált világszerte a Netflixen. A második évadot 2019. augusztus 16-án adták ki. 2020 januárjában a Netflix bejelentette, hogy a harmadik évad lehetősége határozatlan időre felfüggesztésre került, mivel Fincher más projektekkel szeretne foglalkozni, de „a jövőben talán újra visszatér [a sorozathoz]”.

## Cselekmény
A Mindhunter főszereplői Holden Ford (Jonathan Groff) és Bill Tench (Holt McCallany) FBI-ügynökök, illetve Wendy Carr (Anna Torv) pszichiáter. Ők alkotják az FBI viselkedéstudományi osztályát a virginiai Quantico városában. A trió elindít egy új projektet: bebörtönzött sorozatgyilkosokkal készítenek interjúkat annak érdekében, hogy megértsék a pszichológiájukat. Azt remélik, hogy a megszerzett ismeretek segítségével meg tudják oldani a folyamatban lévő ügyeket.

## Főszereplők
- Jonathan Groff – Holden Ford, a FBI viselkedéstudományi osztályán dolgozó különleges ügynök.
- Holt McCallany – Bill Tench, az FBI viselkedéstudományi osztály különleges ügynöke.
- Anna Torv – Wendy Carr, a Bostoni Egyetem pszichológia professzora, aki a BSU-hoz csatlakozik. Ő egy leszbikus.
- Hannah Gross – Debbie Mitford, Ford barátnője, aki a Virginia Egyetem végzős szociológus hallgatója (1. évad).
- Cotter Smith – Robert Shepard, az FBI Academy igazgatóhelyettese, aki a viselkedéstudományi részleget felügyeli (1. évad; vendégszereplő a 2. évadban).
- Stacey Roca – Nancy Tench, Bill felesége (2. évad; visszatérő szereplő az 1. évadban).
- Joe Tuttle – Gregg Smith, egy különleges ügynök, aki újonnan került a viselkedéstudományi osztályhoz (2. évad; visszatérő szerep az 1. évadban).
- Michael Cerveris – Ted Gunn, Shepard utódja a viselkedéstudományi osztályfelügyelőjeként (2. évad).
- Lauren Glazier – Kay Manz, egy csapos és Carr szerelme (2. évad).
- Albert Jones – Jim Barney, egy atlantai FBI ügynök (2. évad; vendégszereplő az 1. évadban).
- Sierra McClain – Tanya Clifton, egy szállodai dolgozó, aki felhívja Holden figyelmét az atlantai gyermekgyilkosságokra (2. évad).
- June Carryl – Camille Bell, Yusef Bell, az egyik atlantai gyilkosság áldozatának gyászoló édesanyja. (2. évad).

## Epizódok

### 1. évad (2017)
| Sor. | Év. | Cím                     | Rendező         | Író                                                              | Premier           |
| ---- | --- | ----------------------- | --------------- | ---------------------------------------------------------------- | ----------------- |
| 1.   | 1.  | 1. epizód (Episode 1)   | David Fincher   | Joe Penhall                                                      | 2017. október 13. |
| 2.   | 2.  | 2. epizód (Episode 2)   | David Fincher   | Joe Penhall                                                      | 2017. október 13. |
| 3.   | 3.  | 3. epizód (Episode 3)   | Asif Kapadia    | Történet: Joe Penhall Tévéjáték: Joe Penhall és Ruby Rae Spiegel | 2017. október 13. |
| 4.   | 4.  | 4. epizód (Episode 4)   | Asif Kapadia    | Történet: Joe Penhall Tévéjáték: Joe Penhall és Dominic Orlando  | 2017. október 13. |
| 5.   | 5.  | 5. epizód (Episode 5)   | Tobias Lindholm | Jennifer Haley                                                   | 2017. október 13. |
| 6.   | 6.  | 6. epizód (Episode 6)   | Tobias Lindholm | Történet: Joe Penhall Tévéjáték: Joe Penhall és Tobias Lindholm  | 2017. október 13. |
| 7.   | 7.  | 7. epizód (Episode 7)   | Andrew Douglas  | Történet: Joe Penhall Tévéjáték: Joe Penhall és Jennifer Haley   | 2017. október 13. |
| 8.   | 8.  | 8. epizód (Episode 8)   | Andrew Douglas  | Történet: Erin Levy Tévéjáték: Erin Levy és Jennifer Haley       | 2017. október 13. |
| 9.   | 9.  | 9. epizód (Episode 9)   | David Fincher   | Történet: Carly Wray Tévéjáték: Carly Wray és Jennifer Haley     | 2017. október 13. |
| 10.  | 10. | 10. epizód (Episode 10) | David Fincher   | Történet: Joe Penhall Tévéjáték: Joe Penhall és Jennifer Haley   | 2017. október 13. |

### 2. évad (2019)
| Sor. | Év. | Cím                   | Rendező        | Író                                                                                                | Premier             |
| ---- | --- | --------------------- | -------------- | -------------------------------------------------------------------------------------------------- | ------------------- |
| 11.  | 1.  | 1. epizód (Episode 1) | David Fincher  | Történet: Doug Jung, Joshua Donen és Courtenay Miles Tévéjáték: Courtenay Miles                    | 2019. augusztus 16. |
| 12.  | 2.  | 2. epizód (Episode 2) | David Fincher  | Történet: Doug Jung, Joshua Donen és Courtenay Miles Tévéjáték: Courtenay Miles                    | 2019. augusztus 16. |
| 13.  | 3.  | 3. epizód (Episode 3) | David Fincher  | Történet: Joshua Donen és Courtenay Miles Tévéjáték: Joshua Donen és Phillip Howze                 | 2019. augusztus 16. |
| 14.  | 4.  | 4. epizód (Episode 4) | Andrew Dominik | Történet: Joshua Donen és Courtenay Miles Tévéjáték: Jason Johnson, Colin J. Louro és Joshua Donen | 2019. augusztus 16. |
| 15.  | 5.  | 5. epizód (Episode 5) | Andrew Dominik | Történet: Pamela Cederquist Tévéjáték: Pamela Cederquist és Liz Hannah                             | 2019. augusztus 16. |
| 16.  | 6.  | 6. epizód (Episode 6) | Carl Franklin  | Történet: Joshua Donen és Courtenay Miles Tévéjáték: Courtenay Miles                               | 2019. augusztus 16. |
| 17.  | 7.  | 7. epizód (Episode 7) | Carl Franklin  | Történet: Joshua Donen és Courtenay Miles Tévéjáték: Liz Hannah                                    | 2019. augusztus 16. |
| 18.  | 8.  | 8. epizód (Episode 8) | Carl Franklin  | Történet: Joshua Donen és Courtenay Miles Tévéjáték: Alex Metcalf                                  | 2019. augusztus 16. |
| 19.  | 9.  | 9. epizód (Episode 9) | Carl Franklin  | Történet: Joshua Donen és Courtenay Miles Tévéjáték: Shaun Grant                                   | 2019. augusztus 16. |

## Fordítás
- Ez a szócikk részben vagy egészben  a   Mindhunter (TV series) című angol Wikipédia-szócikk fordításán alapul.  Az eredeti cikk szerkesztőit annak laptörténete sorolja fel. Ez a jelzés csupán a megfogalmazás eredetét és a szerzői jogokat jelzi, nem szolgál a cikkben szereplő információk forrásmegjelöléseként.